# Ливемо (Бреша)
Ливемо је насеље у Италији у округу Бреша, региону Ломбардија.
Према процени из 2011. у насељу је живело 170 становника. Насеље се налази на надморској висини од 898 м.